# Tournefort
Tournefort é uma comuna francesa na região administrativa da Provença-Alpes-Costa Azul, no departamento Alpes Marítimos. Estende-se por uma área de 10,13 km², com 143 habitantes, segundo os censos de 1999, com uma densidade de 14 hab/km².